# Diocesi di Mundinizza
La diocesi di Mundinizza (in latino: Dioecesis Mundinitzensis) è una sede soppressa e sede titolare della Chiesa cattolica.

## Storia
Mundinizza, identificata con Mendenitsa (conosciuta nel Medioevo come Bodonitsa) nella Ftiotide, è un'antica sede vescovile della Grecia, suffraganea dell'arcidiocesi di Atene. Dal Le Quien è chiamata Mendinitzam o Bendinitzam. Nessun vescovo è conosciuto di questa diocesi, che non appare in nessuna antica Notitia Episcopatuum.
In seguito alla quarta crociata, fu eretta una diocesi di rito latino con il nome di Termopile o Termopili (dioecesis Thermopylarum), che Konrad Eubel identifica con l'antica Mundinizza.
Dal XIV secolo Termopile è stata annoverata tra le sedi vescovili titolari della Chiesa cattolica; assunse il nome di Mundinizza nel 1933 con la revisione dell'Index sedium titularium. La sede è vacante dal 15 novembre 1966.

## Cronotassi

### Vescovi di Termopile
- Arnolfo † (1208 - 25 maggio 1212 nominato arcivescovo di Serre)
  - B. † (14 ottobre 1222 - 9 ottobre 1233 dimesso) (amministratore apostolico)
  - Giovanni † (1235 - ?) (amministratore apostolico)
  - Corrado † (26 ottobre 1238 - ?) (amministratore apostolico)

### Vescovi titolari di Termopile
- Marco † (? deceduto)
- Tommaso † (21 maggio 1311 - ?)
- Gregorio † (1340 - ? deceduto)
- Nitardo, O.P. † (16 febbraio 1344 - ? deceduto)
- Enrico, O.P. † (21 maggio 1356 - ?)
- Enrico Circker, O.Cist. † (1385 - ?)
- Giacomo † (? - 16 marzo 1411 nominato arcivescovo titolare di Tebe)
- Silvestro Calvo di Corone, O.P. † (6 giugno 1412 - ?)
- Ulrich Prunhover † (5 gennaio 1413 - ?)
- Nicola da Treviso, O.F.M. † (13 ottobre 1424 - ? deceduto)
- Saba † (? - 5 maggio 1452 nominato arcivescovo di Craina)
- Andrea, O.S.B. † (31 gennaio 1453 - ? deceduto)
- Johann Isenberg, O.F.M. † (12 novembre 1466 - 2 settembre 1484 deceduto)
- Stephan Karrer, O.P. † (17 novembre 1484 - 1486 deceduto)
- Heinrich Schertlin † (18 dicembre 1486 - 1511 deceduto)
- Alfonso de Spina, O.F.M. † (2 dicembre 1491 - ?)
- Jacques, O.S.A. † (28 gennaio 1508 - ?)
- Lukas Schleppel † (31 marzo 1512 - 1520 deceduto)
- Anton Engelbrecht † (16 aprile 1520 - 1525 dimesso)
- Pierre † (? deceduto)
- Ludovico Gualterio, O.P. † (2 ottobre 1421 - ? deceduto)
- Raoul Tillon, O.F.M. † (16 febbraio 1543 - ?)
- Pedro López de Mendoza † (5 maggio 1546 - 12 maggio 1563 deceduto)
- Pedro Miguel Valsorga † (26 settembre 1633 - 7 novembre 1635 deceduto)
- Blas Tineo Palacios, O. de M. † (22 settembre 1636 - giugno 1654 deceduto)
- Vladislaus Silnicki † (15 febbraio 1683 - 8 febbraio 1692 deceduto)
- Johann Peter Burmann † (13 settembre 1694 - 1º febbraio 1696 deceduto)
- Louis François Rossius de Liboy † (18 giugno 1696 - 25 novembre 1728 deceduto)
- Otto Honorius von Egkh und Hungersbach † (3 agosto 1729 - 30 aprile 1748 deceduto)
- Giovanni Luis, S.I. † (19 gennaio 1750 - 6 marzo 1751 succeduto arcivescovo di Cranganore)
- Francisco Xavier Aranha † (11 febbraio 1754 - 17 novembre 1757 succeduto vescovo di Olinda)
- Charles-Bernard Collin de Contrisson † (13 marzo 1775 - ?)
- Giovanni Angelo Porta, O.F.M.Cap. † (8 gennaio 1821 - 25 agosto 1835 deceduto)
- Joseph-Isidore Godelle, M.E.P. † (3 aprile 1857 - 15 luglio 1867 deceduto)
- Stephen Fennelly † (7 luglio 1868 - 3 maggio 1880 deceduto)
- Antônio Joaquim de Medeiros † (29 agosto 1882 - 13 novembre 1884 nominato vescovo di Macao)
- Franciscus Antonius Hubertus Boermans † (5 maggio 1885 - 18 giugno 1886 succeduto vescovo di Roermond)
- Antonio Dias Ferreira † (14 marzo 1887 - 1º giugno 1891 nominato vescovo di Angola e Congo)
- Benedetto della Camera † (16 gennaio 1893 - 19 giugno 1925 deceduto)
- Henry Gregory Thompson, O.S.B. † (15 luglio 1927 - 1933 nominato vescovo titolare di Mundinizza)

### Vescovi titolari di Mundinizza
- Henry Gregory Thompson, O.S.B. † (1933 - 27 ottobre 1942 deceduto)
- Alfred Aimé Léon Marie, C.S.Sp. † (12 gennaio 1945 - 29 febbraio 1956 nominato vescovo di Caienna)
- Ignatius John Doggett, O.F.M. † (11 novembre 1956 - 15 novembre 1966 nominato vescovo di Aitape)